# Теннисный чемпионат Хуахина
Теннисный чемпионат Хуахина (Таиланд) — женский профессиональный международный теннисный турнир, проводимый в январе в Хуахине (Таиланд) на хардовых кортах. Относится к серии WTA 250 с призовым фондом около 270 тысяч долларов и турнирной сеткой, рассчитанной на 32 участницы в одиночном разряде и 16 пар.

## Общая информация
В 2019 году чемпионат дебютирует как женский профессиональный международный турнир в календаре WTA тура.. До этого в Хуахине проходили мужской и женский турниры категориях «челленджер» и WTA 125 в ноябре 2015 и 2017 годов. Этот турнир в рамках WTA-тура проходит в феврале после Открытого чемпионата Австралии.

## Финалы турнира
| Год       | Чемпионка        | Финалистка      | Счёт           |               |
| --------- | ---------------- | --------------- | -------------- | ------------- |
| 2024 (II) | Ребекка Шрамкова | Лаура Зигемунд  | 6-4 6-4        |               |
| 2024 (I)  | Диана Шнайдер    | Чжу Линь        | 6-3 2-6 6-1    |               |
| 2023      | Чжу Линь         | Леся Цуренко    | 6-4 6-4        |               |
| 2022      | Не проводился    | Не проводился   | Не проводился  | Не проводился |
| 2021      | Не проводился    | Не проводился   | Не проводился  | Не проводился |
| 2020      | Магда Линетт     | Леони Кюнг      | 6-3 6-2        |               |
| 2019      | Даяна Ястремская | Айла Томлянович | 6-2 2-6 7-6(3) |               |

| Год       | Чемпионки                           | Финалистки               | Счёт            |               |
| --------- | ----------------------------------- | ------------------------ | --------------- | ------------- |
| 2024 (II) | Анна Данилина Ирина Хромачёва       | Моюка Утидзима Юдис Чун  | 6-4 7-5         |               |
| 2024 (I)  | Мию Като Алдила Сутджиади           | Го Ханьюй Цзян Синьюй    | 6-4 1-6 [10-7]  |               |
| 2023      | У Фансянь Чжань Хаоцин              | Ван Синьюй Чжу Линь      | 6-1 7-6(6)      |               |
| 2022      | Не проводился                       | Не проводился            | Не проводился   | Не проводился |
| 2021      | Не проводился                       | Не проводился            | Не проводился   | Не проводился |
| 2020      | Арина Родионова Сторм Сандерс       | Эллен Перес Барбара Хаас | 6-3 6-3         |               |
| 2019      | Ирина-Камелия Бегу Моника Никулеску | Анна Блинкова Ван Яфань  | 6-2 1-6 [12-10] |               |